# Volvo V90
La Volvo V90 est un break du constructeur automobile suédois Volvo lancé en 1996. Il s'agissait d'une évolution de la Volvo 960, la dernière propulsion du constructeur suédois, puis relancée en 2016 par une deuxième génération de V90. En France le modèle n'est plus distribué.

## Première génération (1996-1998)

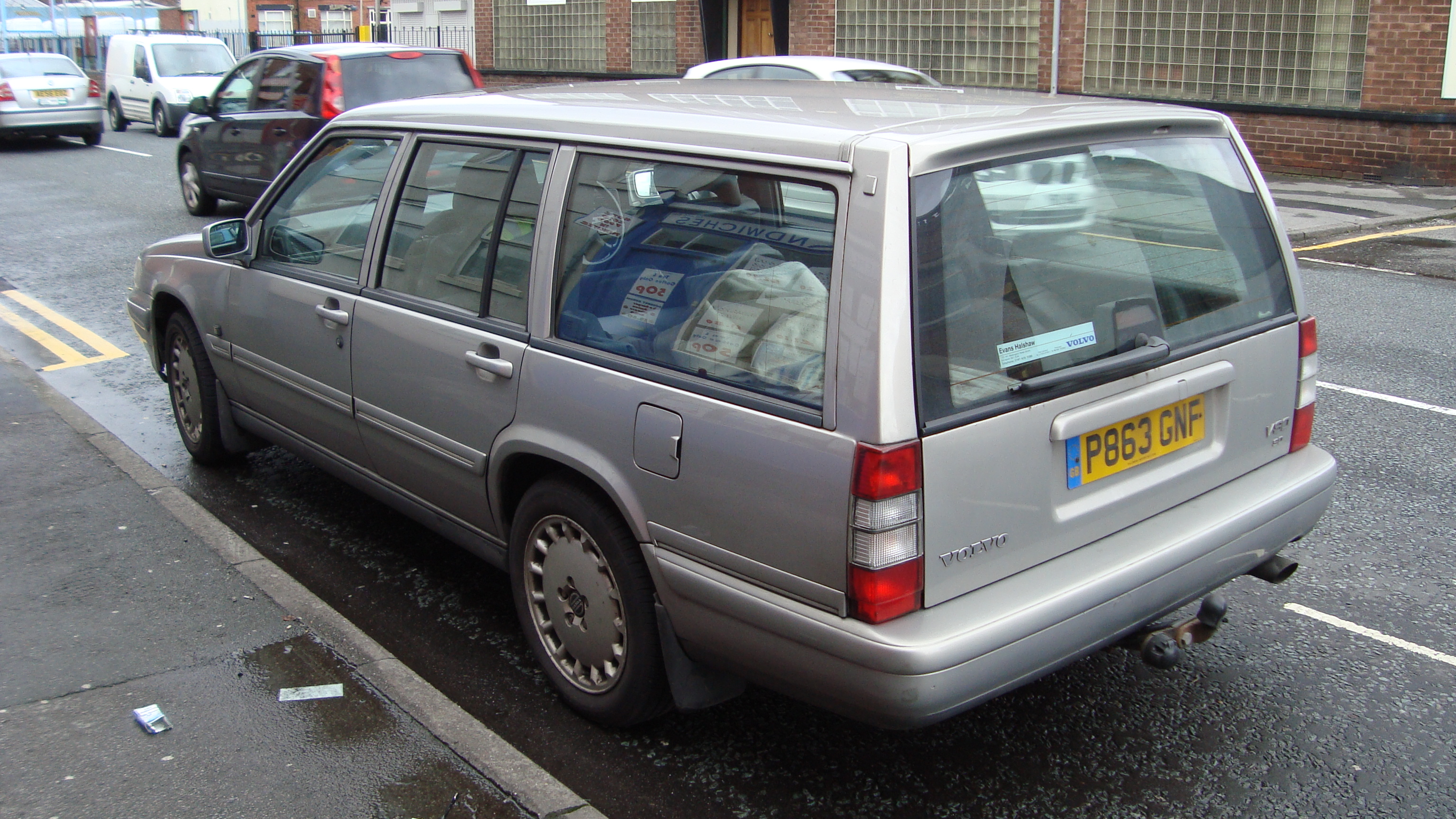
Volvo V90 (1996 - 1998).

La nouvelle nomenclature Volvo modifie les noms des modèles de la gamme du constructeur suédois. À l'instar des Volvo 850 qui deviennent Volvo S70 en berline et Volvo V70 en break, la Volvo 960 devient Volvo S90 en berline et Volvo V90 en break en 1996. La Volvo 940 conserve néanmoins son appellation jusqu'à la fin de sa production. Certains pays européens ont continué à recevoir l'appellation 960 alors que pour d'autres comme les États-Unis, il faut attendre 1996, le dernier millésime, pour que les 960 deviennent S90/V90.
Le léger restylage comprend de nouveaux coloris intérieurs et extérieurs. Le levier de vitesse, les accoudoirs, le frein à main et certains commodos sont redessinés. La climatisation est améliorée tandis qu'un nouveau système audio plus puissant est monté de série avec quatre haut-parleurs de plus dans le coffre. En option, une glacière électrique est proposée dans le coffre.
On retrouve le moteur à 6 cylindres de 2,9 litres développant 180 ou 204 chevaux. La boîte manuelle à cinq rapports est réservée au moteur de 180 chevaux et la boîte automatique à quatre vitesses au moteur de 204 chevaux.
En février 1998, la production des Volvo S90 et V90 s'arrête. 9 067 exemplaires du break ont été produits (26 269 de la berline). La Volvo S80 qui prend la suite de la berline, le break n'étant pas directement remplacé par le Volvo XC90 qui trône en haut de la gamme du constructeur suédois. La V90 reste la dernière propulsion du constructeur suédois.

## Seconde génération (2016-)
La seconde génération du break V90 basée sur la berline S90 est dévoilée en 2016 et inaugure le nouveau style Volvo avec l'éclairage de la face avant, avec notamment des phares avant munis de LED en « T » appelés marteaux de Thor, en référence à la mythologie scandinave,,. Ses premières photos officielles ont fuité sur le Web le 12 février 2016 et le V90 est dévoilé au salon de Genève 2016.
En juin 2016, des prototypes camouflés de la future version baroudeuse de la V90 qui remplace le XC70, la V90 Cross Country, ont été découverts sur route.
Côté motorisations, tous les modèles sont équipés de la nouvelle gamme de moteurs « DRIVE-E » 4 cylindres de 2 litres de cylindrée.
La V90 est fabriquée sur le site de Torslanda. Pour le marché indien, la version Cross Country est assemblée en « nécessaire en pièces détachées » à Bangalore.

### Phase 2
En 2020, Volvo restyle son break V90 ainsi que la variante Cross Country. Les feux avant et arrière ont été remaniés. L'ensemble des motorisations adoptent une hybridation légère de type 48 volts.
Volvo France cesse alors de distribuer la variante Cross Country mais continue de proposer la version de base , avant d'en cesser définitivement la vente en 2022,, tandis qu'il reste distribué ailleurs dans le monde.

### Caractéristiques techniques
|                            | D3                     | D4                     | D5 AWD                 | T5                     | T6 AWD                 |
| -------------------------- | ---------------------- | ---------------------- | ---------------------- | ---------------------- | ---------------------- |
| Cylindrée                  | 1 969 cm3              | 1 969 cm3              | 1 969 cm3              | 1 969 cm3              | 1 969 cm3              |
| Architecture               | 4 cylindres en ligne   | 4 cylindres en ligne   | 4 cylindres en ligne   | 4 cylindres en ligne   | 4 cylindres en ligne   |
| Puissance maximale         | 150 ch à 3 750 tr/min  | 190 ch à 4 250 tr/min  | 235 ch à 4 000 tr/min  | 254 ch à 5 500 tr/min  | 320 ch à 5 500 tr/min  |
| Couple maximal             | 320 N m à 1 750 tr/min | 400 N m à 1 750 tr/min | 480 N m à 1 750 tr/min | 350 N m à 1 500 tr/min | 400 N m à 1 500 tr/min |
| Vitesse maximale           | 205                    | 225                    | 240                    | 230                    | 250                    |
| 0-100 km/h                 | 10,2                   | 8,5                    | 7,2                    | 6,8                    | 5,9                    |
| Consommation (en L/100 km) | 4,5                    | 4,5                    | 4,9                    | 6,5                    | 7,2                    |
| Émissions de CO2 (en g/km) | 119                    | 119                    | 129                    | 149                    | 165                    |

### Finitions
- Kinetic (indisponible en France)
- Momentum
- R-Design
- Inscription
- Inscription Luxe (uniquement disponible en France)